# Gynacantha odoneli
Gynacantha odoneli – gatunek ważki z rodziny żagnicowatych (Aeshnidae).